# Línea Turística Aereotuy
Línea Turística Aereotuy (mã IATA = LD, mã ICAO = TUY) là hãng hàng không của Venezuela, trụ sở ở Caracas. Hãng có các tuyến đường quốc nội tới các thành phố xa xôi và các điểm du lịch. Căn cứ chính của hãng ở Sân bay quốc tế Simón Bolívar, (Caracas).

## Lịch sử
Línea Turística Aereotuy được thành lập và bắt đầu hoạt động từ năm 1982. Hãng là thành phần của Công ty dịch vụ săn bắn có các nhà nghỉ, trại, hướng dẫn viên, tàu thủy và máy bay riêng. Hãng do Peter Bottome (Chủ tịch) sở hữu 97% và Juan Carlos Marquez (Tổng giám đốc) 3%. Hãng hiện có 160 nhân viên (tháng 3/2007).

## Các nơi đến
- Maiquetía
- Porlamar
- Maturín
- Los Roques Archipelago
- Canaima
- Arekuna

Hãng cũng có các chuyến bay thuê bao theo yêu cầu của khách.

## Đội máy bay
(Tháng 3/2007):
- 4 Bombardier Dash 7 Series 100
- 3 Cessna Caravan 675